# Крістоффер Брун
Крістоффер Брун (норв. Kristoffer Brun, нар. 7 квітня 1988, Берген, Норвегія) — норвезький веслувальник, бронзовий призер Олімпійських ігор 2016 року, чемпіон світу .

## Виступи на Олімпіадах
| Олімпіада           | Дисципліна               | Місце |
| ------------------- | ------------------------ | ----- |
| Лондон 2012         | парна двійка, легка вага | 9     |
| Ріо-де-Жанейро 2016 | парна двійка, легка вага | 3     |
| Токіо 2020          | парна двійка, легка вага | 12    |
| Париж 2024          | парні четвірки           | 8     |

## Зовнішні посилання
- Крістоффер Брун — олімпійська статистика на сайті Sports-Reference.com (англ.) (архівна версія)